# Lysiosquilloides aulacorhynchus
Lysiosquilloides aulacorhynchus is een bidsprinkhaankreeftensoort uit de familie van de Lysiosquillidae. De wetenschappelijke naam van de soort is voor het eerst geldig gepubliceerd in 1957 door Cadenat.